# Martin IV
Pour les articles homonymes, voir Brion.
Martin IV (Simon de Brion ou Simon de Brie, alias « Mompis » ou « Mompitius »), né en 1215, devient pape le 22 février 1281 jusqu'à sa mort le 28 mars 1285 à Pérouse. Son pontificat a duré quatre ans et un mois. Il est le 189e Pape de l'Église Catholique Romaine. 

## Origines
Né vers 1215 au hameau de Mainpincien, paroisse d'Andrezel, village de la Brie française, il paraît appartenir à une famille de petite noblesse de Brion près de Joigny. Son père Jean de Brion est receveur et grand-juge-maire de la seigneurie de Donnemarie-en-Montois, qui appartient au chapitre de Saint-Martin de Tours. Il a pour frère, Gilles († 1287), gouverneur de Champagne de 1260 à 1261 conjointement avec Robert de Cocherel ; et peut-être, Guillaume de Brion qu'on trouve parmi les conseillers de Saint Louis.
Après avoir fait de brillantes études à Tours, Simon de Brion poursuit son apprentissage théologique à l'université de Paris. Puis il étudie la jurisprudence à Parme, et se perfectionne dans la science du droit canon et du droit romain à Bologne.
Il est à Rouen de 1248 à 1255, où il exerce les fonctions d'official, puis d'archidiacre, et de trésorier. Chanoine de la collégiale royale de Saint-Quentin en Vermandois, il obtient un canonicat à Saint-Martin de Tours et devient trésorier du chapitre en 1256. Ce sont là au XIIIe siècle des prébendes recherchées qui ne sont accessibles qu'à des clercs bien introduits auprès des puissants et qui ne constituent souvent, pour leurs titulaires les plus jeunes, qu'une simple étape sur la voie des honneurs.

## Légations

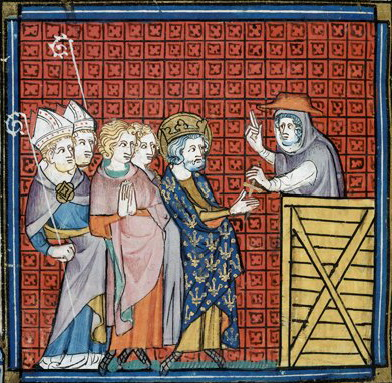
Le cardinal Simon prêche une croisade devant Saint Louis.

En 1260, Simon de Brion est nommé chancelier de France par le roi Louis IX pour la garde des sceaux, une fonction plutôt honorifique qu'il ne paraît pas avoir réellement exercée. L'année suivante, le pape Urbain IV — qui l'a peut-être connu en France — le fait cardinal au consistoire du 17 décembre 1261 ; cardinal, il reçoit le titre de Sainte-Cécile en 1263.
Sous les courts pontificats qui se succèdent jusqu'à Nicolas III, il passe le plus clair de son temps en France comme légat. En 1264, le pape Urbain IV le charge de conclure le traité définitif qui donne à Charles d'Anjou la couronne de Sicile, puis, sous le pontificat de Clément IV (1265–1268), il s'active à prêcher et à organiser le soutien à la politique antigibeline du pape, contre Manfred et les Hohenstaufen. Au cours d'une seconde légation, de 1274 à 1279, la situation ayant évolué en Italie, ses missions apparaissent moins politiques, mais il s'occupe de nombreux problèmes disciplinaires et notamment de la réforme des statuts de l'ancienne université de Paris. En 1276, il présida à Bourges un concile local qui traita de la liberté de l'Église, des élections, du pouvoir des juges délégués ou ordinaires, du for compétent, des dîmes, des testaments, des privilèges, des peines canoniques et des Juifs. En 1279, il participa sans succès aux efforts de la diplomatie pontificale pour réconcilier Philippe III le Hardi et la Castille.
C'est assurément pendant sa première légation que les convictions politiques du futur pape se sont sinon forgées, du moins profondément ancrées et que se sont nouées ses fidélités indéfectibles.

## Élection
Après la mort de Nicolas III, en août 1280, les cardinaux réunis à Viterbe ne parviennent pas à s'entendre sur le nom d'un successeur et le siège pontifical reste vacant pendant six mois. Ce conclave s'achève en février 1281 par un coup de force de Charles d'Anjou qui fait jeter en prison deux cardinaux du groupe « romain » partisans de poursuivre la politique anti-angevine de Nicolas III (dont son neveu Matteo Rubeo Orsini) et impose l'élection de son homme, le français Simon de Brion.
Élu après un long (six mois) et difficile conclave tenu au palais des papes de Viterbe, Martin IV est intronisé à Orvieto, en raison de l'hostilité du peuple romain envers un pape français. Il déserte la résidence pontificale de Viterbe précisément en raison de la forte ingérence des autorités de la ville au cours du conclave qui l'avait élu.
Simon paraît bien ne pas avoir été candidat. Même ses adversaires affirment qu'il fut élu contre son gré et qu'il n'accepta la tiare que sous la pression du roi de Sicile. Il prit le nom de Martin IV, en hommage, dit-on, à saint Martin de Tours pour lequel il avait ramené de Tours une dévotion particulière.

## Charles d'Anjou et les États du Pape
Martin IV s'emploie dès lors à revenir sur la politique de rééquilibrage, politique entreprise par son prédécesseur. Dès son élection, il prend une décision lourde de conséquences en rendant à Charles d'Anjou la dignité de « sénateur » de Rome, ce qui fait de lui le maître absolu de l'administration urbaine et des États du Pape en général.
Nicolas III avait su reprendre en douceur ces prérogatives que Clément IV avait accordées au roi de Sicile pour dix ans, en même temps que le vicariat de Toscane. À l'échéance de 1278, le pape, en sa qualité de citoyen romain, s'était fait élire lui-même « sénateur à vie », puis rejetant le cumul des fonctions, délégua le titre à des membres de l'aristocratie urbaine, d'abord à son propre neveu Matteo Rosso en 1278–1279, puis conjointement à un Colonna et à un Savelli en 1279–1280. La constitution Fundamenta militantis Ecclesiæ du 12 juillet 1278, mettant en avant la nécessité de préserver la liberté du pape et celle de ses cardinaux notamment pendant les vacances du Siège, faisait la part belle aux grandes familles de la Ville ; elle posait en principe que nul ne pourrait être sénateur sans permission expresse du Saint-Siège et que la fonction ne pourrait en aucun cas excéder la durée d'un an.
Le mécontentement de l'aristocratie romaine fait que Martin IV ne put jamais mettre les pieds à Rome et pendant tout son pontificat l'agitation devint endémique dans les États de l'Église où Charles d'Anjou, par ses brutalités, avait eu le temps de se rendre impopulaire. Le nouveau pape dut quitter Viterbe (ville sous interdit à cause de l'emprisonnement des cardinaux et où les querelles ne s'apaisaient pas) pour s'installer à Orvieto où il se fit couronner. Ses registres permettent de suivre les déplacements de la cour pontificale. Orvieto même ne fut pas toujours sûre : des troubles locaux l'obligèrent à s'exiler pendant six mois à Montefiascone (juin–décembre 1282), puis définitivement, au début de l'été 1284, à Pérouse qui venait de lui faire sa soumission. Pendant ces quatre années, la Romagne, malgré une pluie d'interdits et d'excommunications, était restée en état d'insurrection permanente.

## Relations avec Byzance
Beaucoup plus gravement, Martin IV adhère à la vision chimérique de Charles d'Anjou de reconquérir Byzance et croit faciliter son entreprise en excommuniant solennellement l'empereur byzantin Michel VIII Paléologue (18 novembre 1281) et en prétendant interdire toute relation des princes occidentaux avec l'Empire. Cette initiative peu diplomatique sème le trouble chez de nombreux cardinaux et bien au-delà dans l'Église. La mort du plus « romain » des empereurs byzantins en décembre 1282 et le retour à l'orthodoxie stricte aussitôt proclamée par son successeur Andronic II Paléologue achèvent de mettre fin aux espoirs de réunification nés du concile de Lyon (1274), mais l'initiative papale les avait déjà bien compromis. L'appel du concile à préparer une nouvelle croisade l'est tout autant. Un peu partout, en Allemagne notamment, malgré les efforts réels de Martin IV, on interrompt pratiquement la collecte des décimes, de crainte que l'argent récolté n'aille dans les caisses de Charles d'Anjou sous prétexte de financer sa « croisade » anti-byzantine.

## La bulleAd fructus uberes
Le 13 décembre 1281, le pape Martin IV promulgue la bulle Ad fructus uberes (Pour des fruits abondants) permettant aux religieux des ordres mendiants, frères Mendiants et Prêcheurs, de prêcher et d'entendre les confessions sans que personne puisse s'opposer à l'exercice de ces droits, sans être requis par les évêques ou les curés, mais uniquement sur approbation de leurs propres supérieurs.
Cette bulle du pape entraîne une opposition des prélats français qui interviennent par l'intermédiaire de l'évêque d'Amiens, Guillaume de Mâcon, auprès de la Cour de Rome en 1287, après la mort de Martin IV, pour faire revenir le pape sur les pouvoirs accordés aux ordres Mendiants, mais sans succès,,.

## Le roi d'Aragon

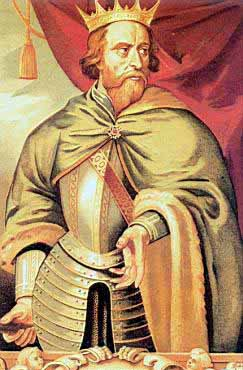
Pierre III (roi d'Aragon) pendant la croisade du pape Martin IV contre la Couronne (1283–1285).

La révolte sicilienne qui culmine avec le massacre des Français de Palerme le 30 mars 1282 (les « Vêpres siciliennes ») sonne le glas de tous ces fantasmes. Martin IV épuise ses armes spirituelles contre les rebelles sans réussir à les impressionner. L'arrivée à Palerme du roi Pierre III, qui réclame ses droits sur l'île en tant que gendre de Manfred de Hohenstaufen, oblige Charles d'Anjou à lever sans gloire le siège de la ville et se fait acclamer roi de Sicile, avec la connivence certaine de Michel Paléologue, ne paraît pas davantage troubler le pape qui voit surtout ressurgir le spectre des Hohenstaufen. Dès le 18 novembre 1282, il excommunie derechef les Siciliens rebelles, le roi, ses compagnons d'armes et ses ministres ; en février de l'année suivante, ses sommations étant restées sans effet, il déclare Pierre III dépouillé de son royaume et jette l'interdit sur toutes ses possessions, sans d'ailleurs être obéi des évêques concernés.
L'idée d'une « croisade » anti-aragonaise, peut-être suggérée par Charles d'Anjou lui-même, est assez mûre pour qu'il engage des pourparlers avec le roi de France Philippe III et offre la couronne d'Aragon à l'un de ses fils. C'est le prélude à la désastreuse expédition française de l'été 1285 dont le pape ne connaîtra pas l'issue.

## La mort du pape et son bilan
Martin IV meurt en effet le 28 mars 1285, un peu plus de trois mois après Charles d'Anjou. Il est enseveli dans la cathédrale de Pérouse.
Les cardinaux élisent pour lui succéder un aristocrate romain, Giacomo Savelli, qui, sous le nom d'Honorius IV, arrivera à pacifier les États de l'Église et s'efforcera d'initier en Italie du Sud une politique réaliste.